# 樽茶清悟
樽茶清悟（日语：／ Tarucha Seigo ?，1953年9月20日—），日本物理學家，量子點研究專家。現任東京大學教授。紫綬褒章表彰。
樽茶教授於2002年發現自旋阻塞，因而得名。東大教授十倉好紀教授是他的大學同學。

## 生平
1953年9月20日，樽茶清悟出生於日本愛媛縣，愛光高等學校畢業。工學博士（東京大學）。
- 1978年 進入日本電信電話公社（NTT）、NTT物性科学基礎研究所，研究量子線和半導體量子阱。
- 1986年 马克斯·普朗克学会客座研究員。
- 1995年 代尔夫特理工大学客座教授。
- 1998年 離開NTT，擔任東京大學理學系研究科物理學専攻教授。
- 2004年 東京大學工學系研究科物理工學専攻教授，至今。

## 榮譽
- 1998年　久保亮五記念獎（日语：久保亮五記念賞）-第2回
- 1998年　日本IBM科学獎（日语：日本IBM科学賞）-第12回
- 2002年　仁科芳雄獎
- 2004年　紫綬褒章
- 2007年　江崎玲於奈獎（日语：江崎玲於奈賞）（由諾貝爾獎得主江崎玲於奈選考）

## 外部連結
- 東京大学・樽茶研究室